# OR1D2
OR1D2 (англ. Olfactory receptor family 1 subfamily D member 2) – білок, який кодується однойменним геном, розташованим у людей на короткому плечі 17-ї хромосоми. Довжина поліпептидного ланцюга білка становить 312 амінокислот, а молекулярна маса — 35 240.
| 10         |  | 20         |  | 30         |  | 40         |  | 50         |
| ---------- |  | ---------- |  | ---------- |  | ---------- |  | ---------- |
| MDGGNQSEGS |  | EFLLLGMSES |  | PEQQRILFWM |  | FLSMYLVTVV |  | GNVLIILAIS |
| SDSRLHTPVY |  | FFLANLSFTD |  | LFFVTNTIPK |  | MLVNLQSHNK |  | AISYAGCLTQ |
| LYFLVSLVAL |  | DNLILAVMAY |  | DRYVAICCPL |  | HYTTAMSPKL |  | CILLLSLCWV |
| LSVLYGLIHT |  | LLMTRVTFCG |  | SRKIHYIFCE |  | MYVLLRMACS |  | NIQINHTVLI |
| ATGCFIFLIP |  | FGFVIISYVL |  | IIRAILRIPS |  | VSKKYKAFST |  | CASHLGAVSL |
| FYGTLCMVYL |  | KPLHTYSVKD |  | SVATVMYAVV |  | TPMMNPFIYS |  | LRNKDMHGAL |
| GRLLDKHFKR |  | LT         |  |            |  |            |  |            |

A: Аланін

C: Цистеїн

D: Аспарагінова кислота

E: Глутамінова кислота

F: Фенілаланін

G: Гліцин

H: Гістидин

I: Ізолейцин

K: Лізин

L: Лейцин

M: Метіонін

N: Аспарагін

P: Пролін

Q: Глутамін

R: Аргінін

S: Серин

T: Треонін

V: Валін

W: Триптофан

Кодований геном білок за функціями належить до рецепторів, g-білокспряжених рецепторів, білків внутрішньоклітинного сигналінгу. 
Задіяний у таких біологічних процесах, як хемотаксис, запліднення. 
Локалізований у клітинній мембрані.